# Cape Drakon
Cape Drakon är en udde i Antarktis. Den ligger i Östantarktis. Australien gör anspråk på området.
Terrängen inåt land är platt västerut, men åt nordost är den kuperad. Havet är nära Cape Drakon åt sydväst. Trakten är obefolkad. Det finns inga samhällen i närheten.